# William Brown (ingegnere)
William Brown (16 settembre 1928 – Londra, 16 marzo 2005) è stato un ingegnere inglese, noto come progettista di ponti, specializzato in ponti sospesi.
Fu uno dei principali designer alla Freeman Fox & Partners dal 1956 al 1985.
Nel 1987 fondò la Brown Beech & Associates.
Nel 2004, l'anno precedente alla sua morte, durante l'annuale "International Bridge Conference", tenuta dalla "Engineers' Society of Western Pennsylvania", gli fu conferita la Medaglia "John A. Roebling" per i notevoli risultati ottenuti durante tutta la sua carriera nella progettazione di ponti.

## Ponti alla cui progettazione ha contribuito

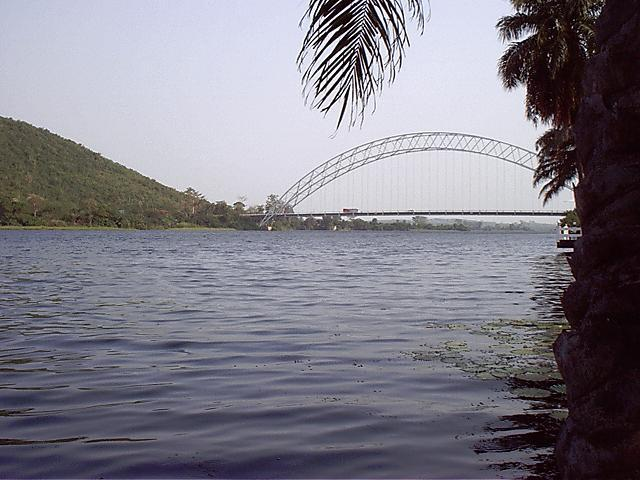
1957. L'Adome Bridge attraversa il fiume Volta

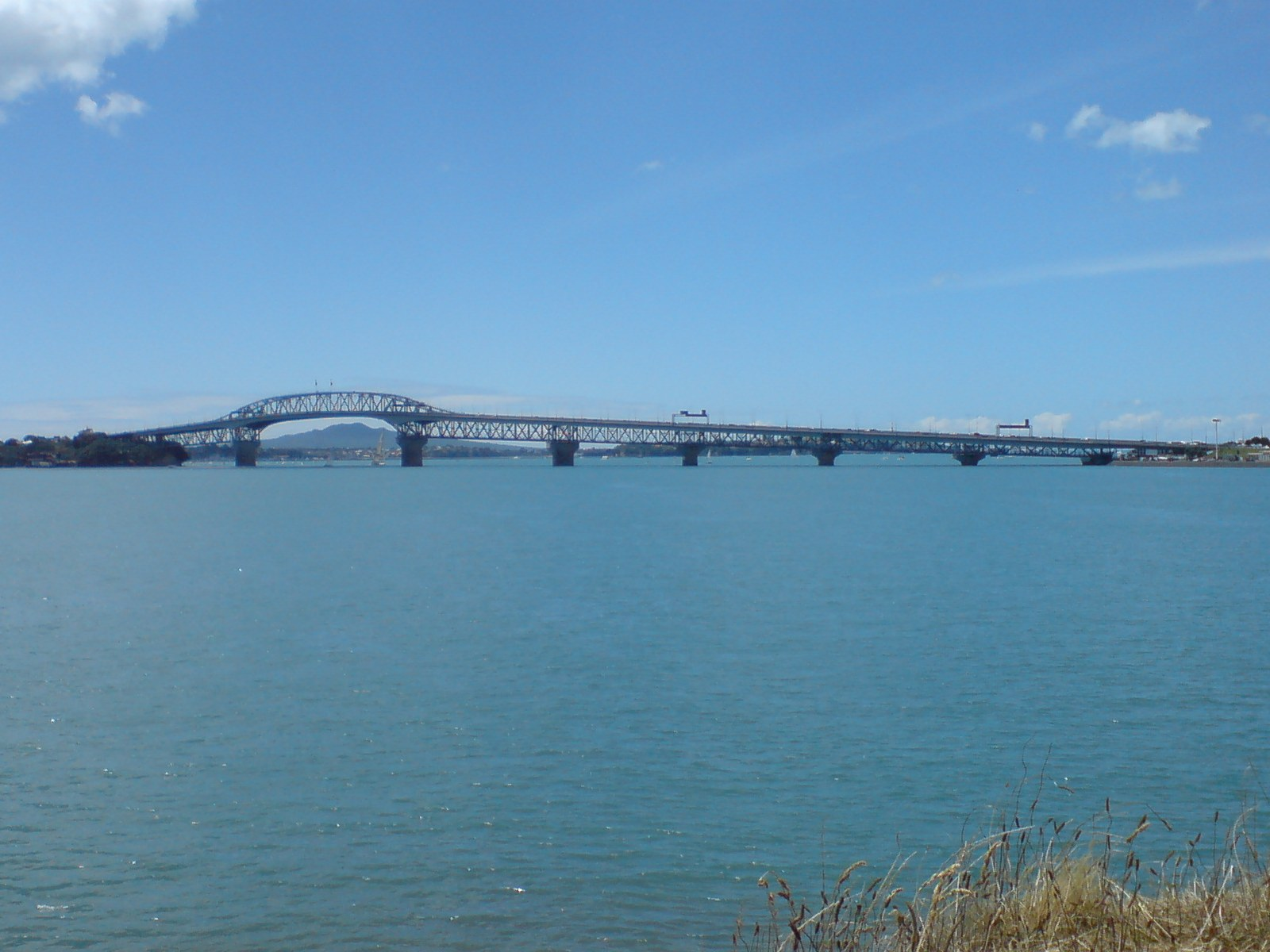
1959. Auckland Harbour bridge

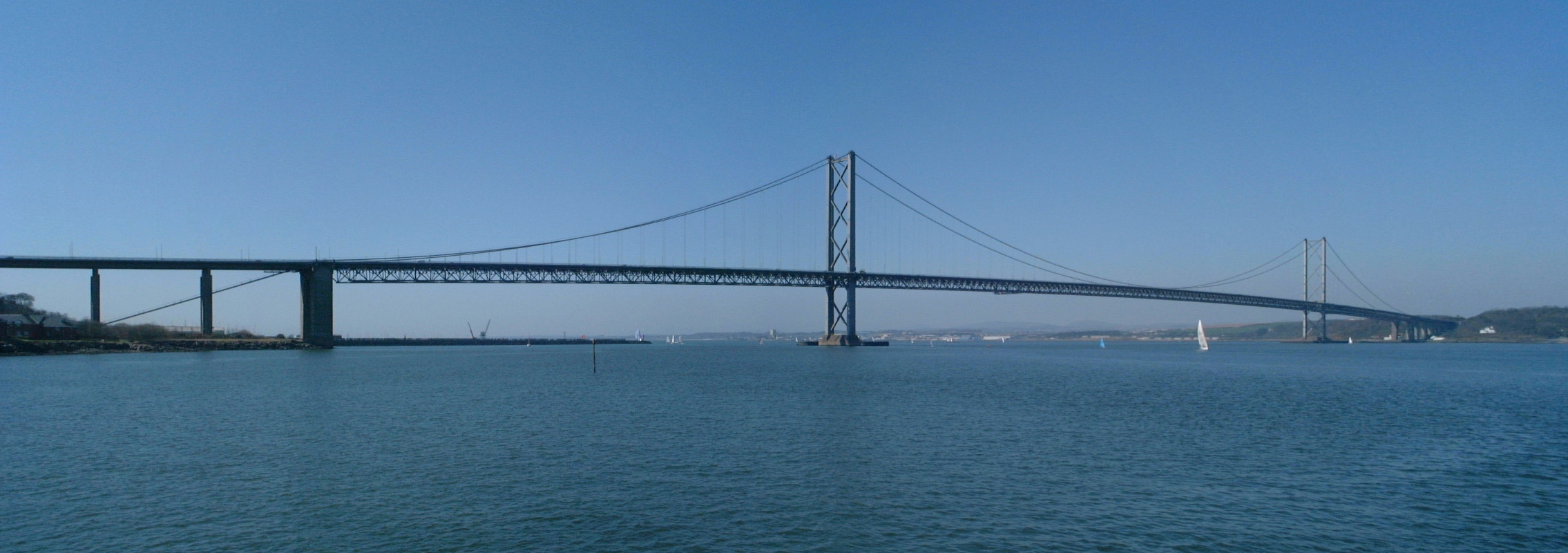
1964. Forth Road Bridge

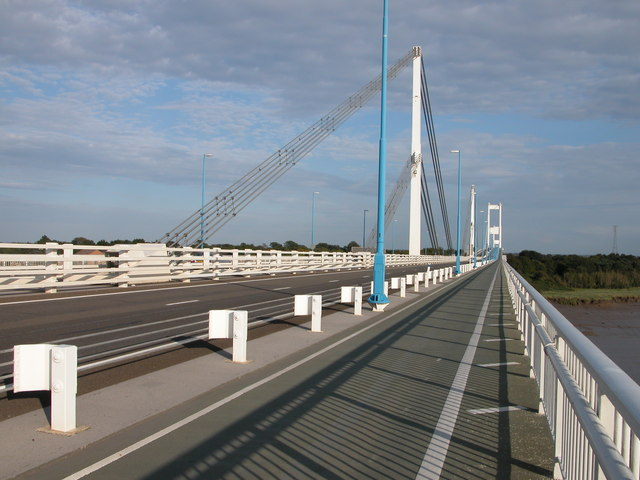
1966. Wye Bridge

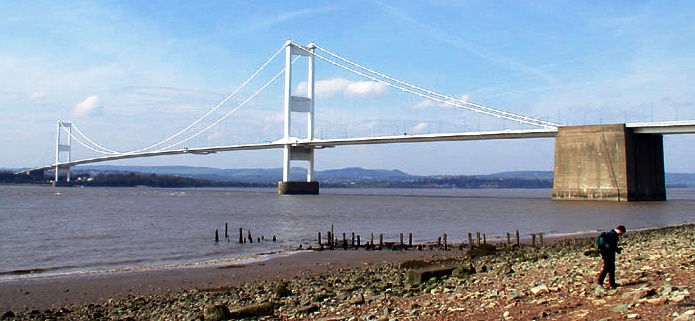
1966. Severn bridge

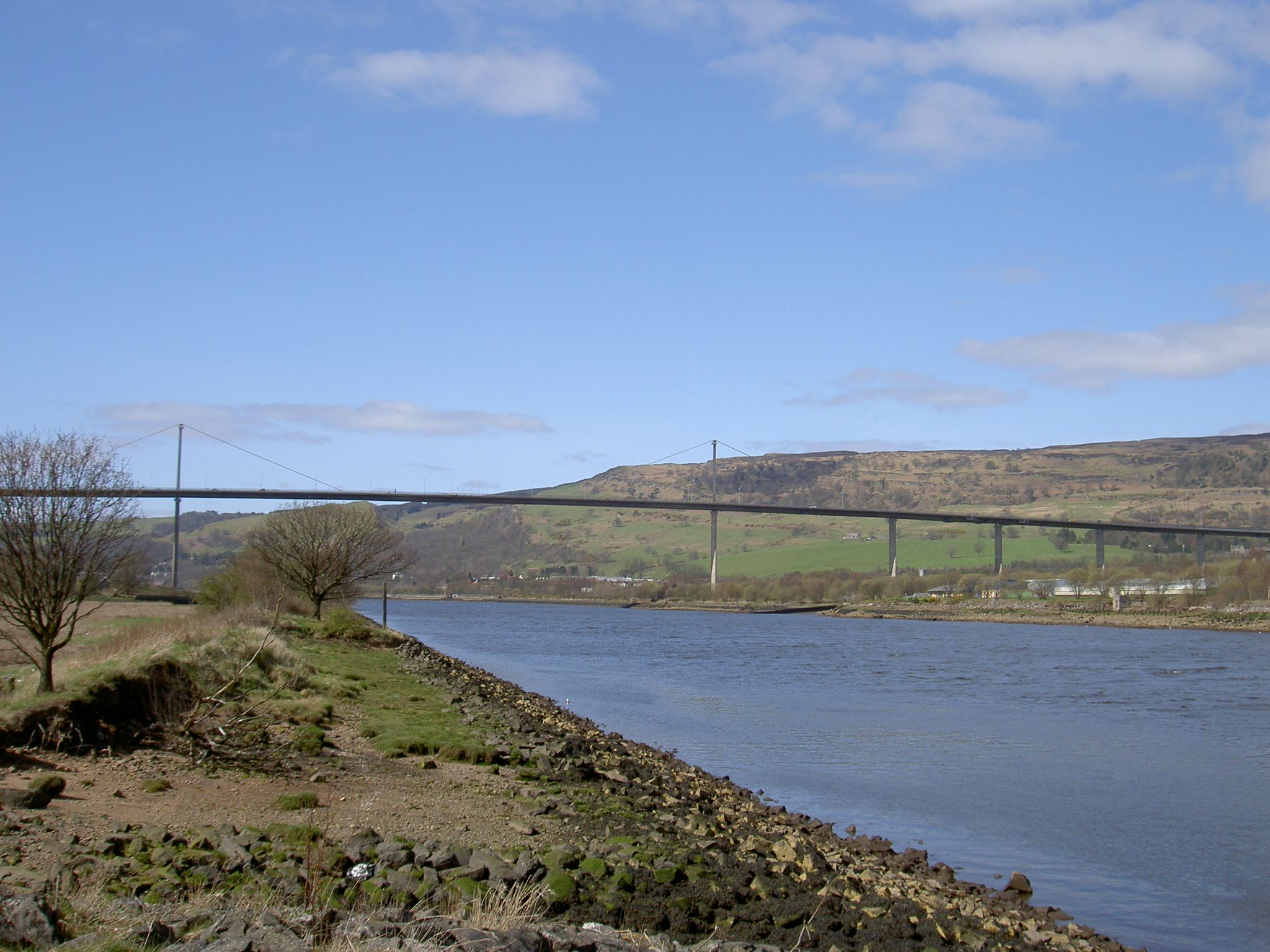
1971. Erskine bridge

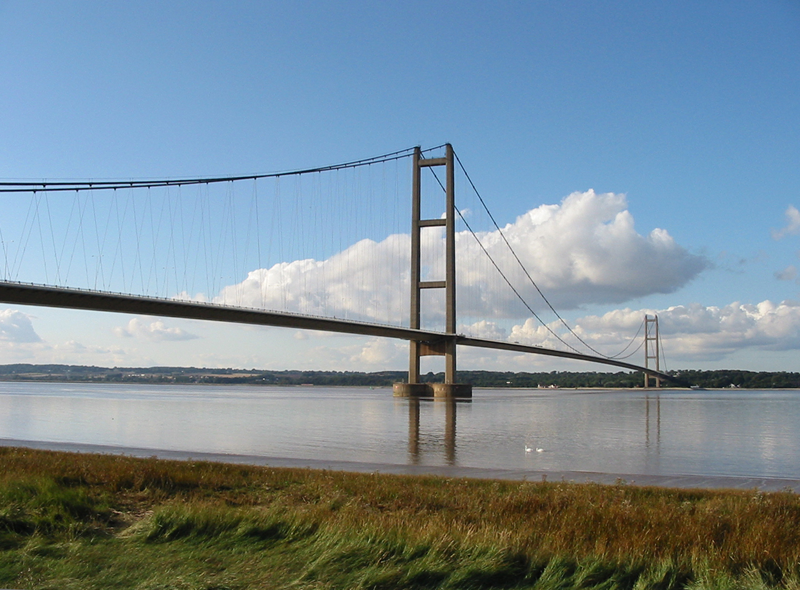
1981. Humber bridge

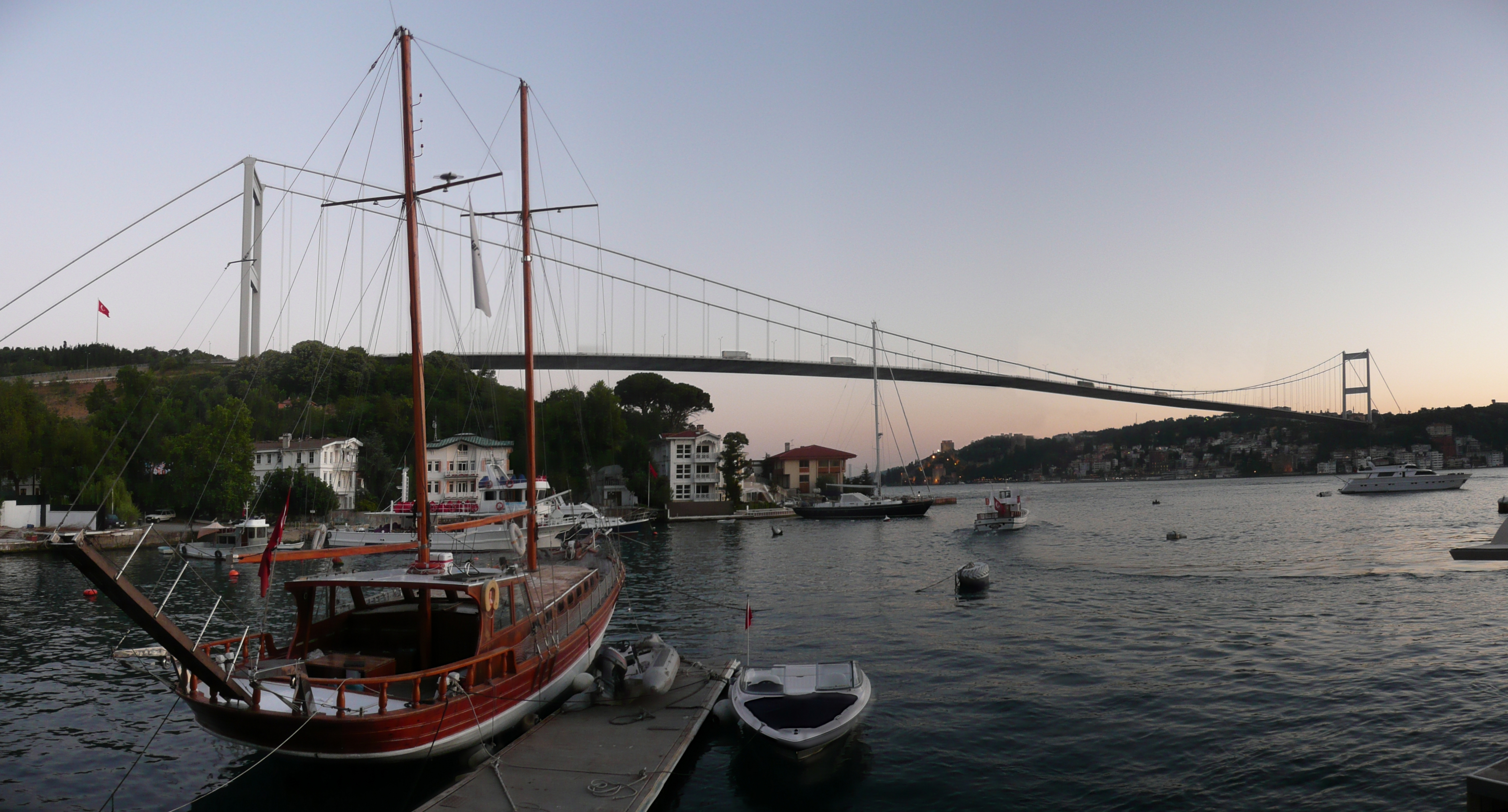
1988. Bosporus II bridge

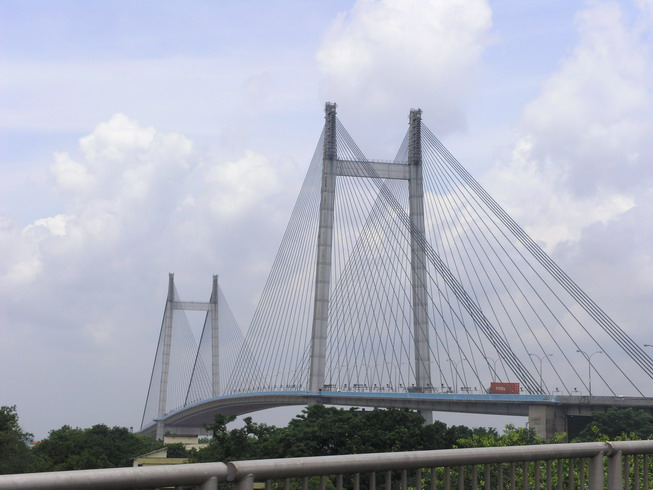
1993. Vidyagasar Setu (Hoogly II bridge)

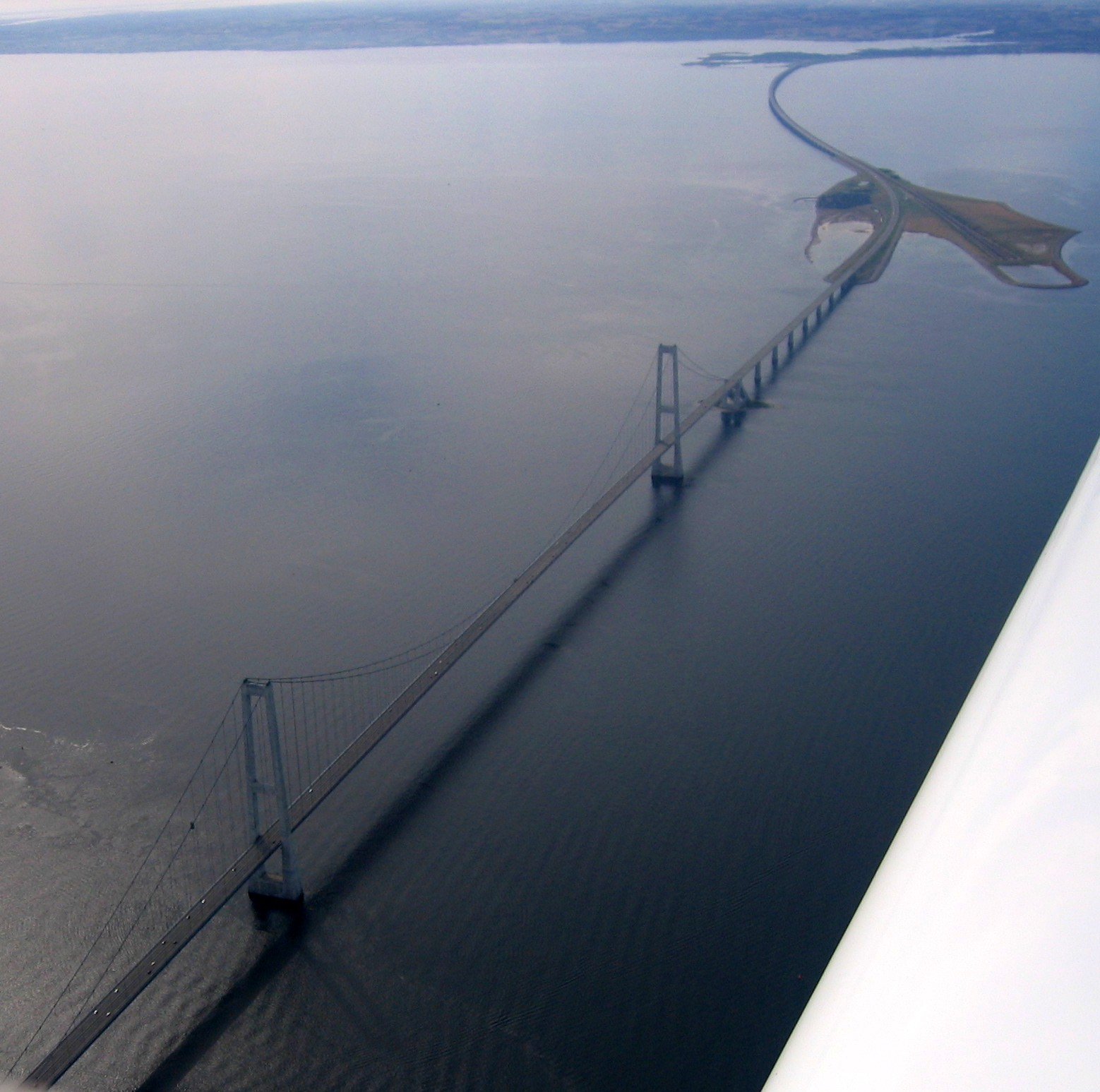
1998. Storeabaelt bridge

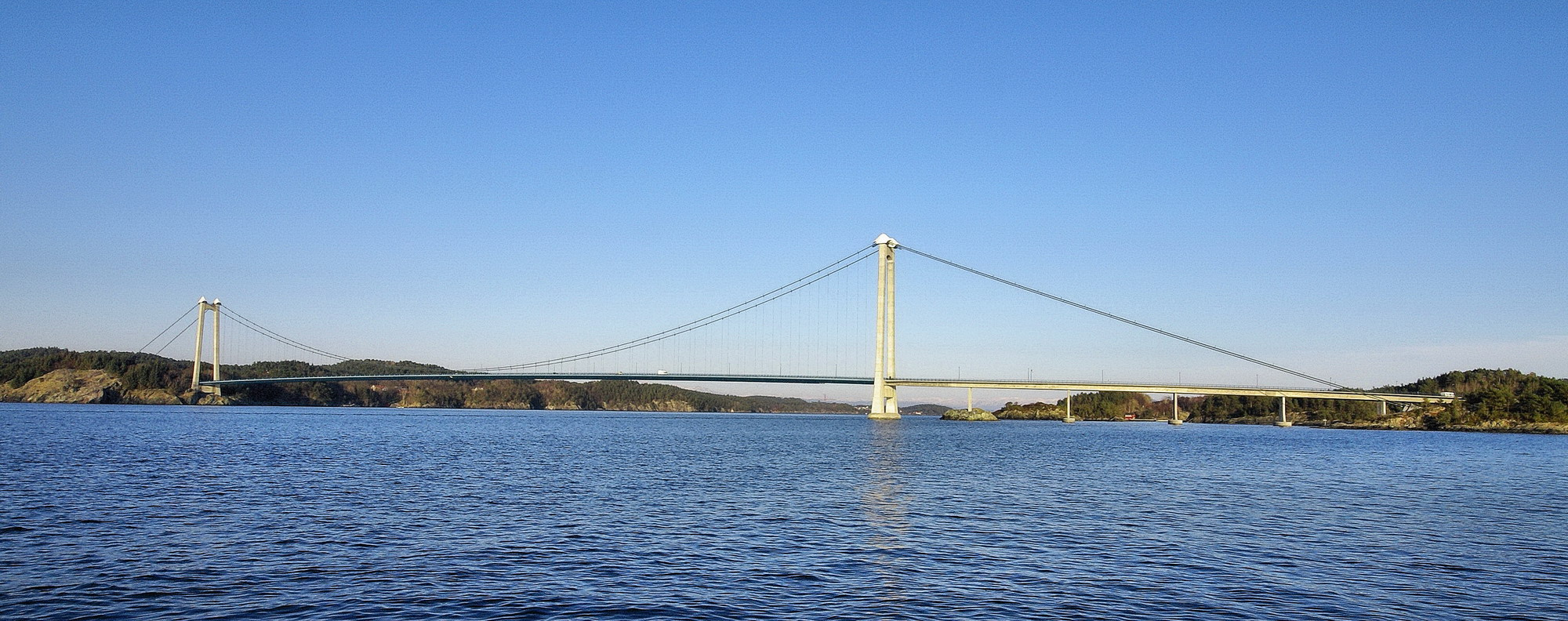
2001. Triangle Link: Stord Bridge

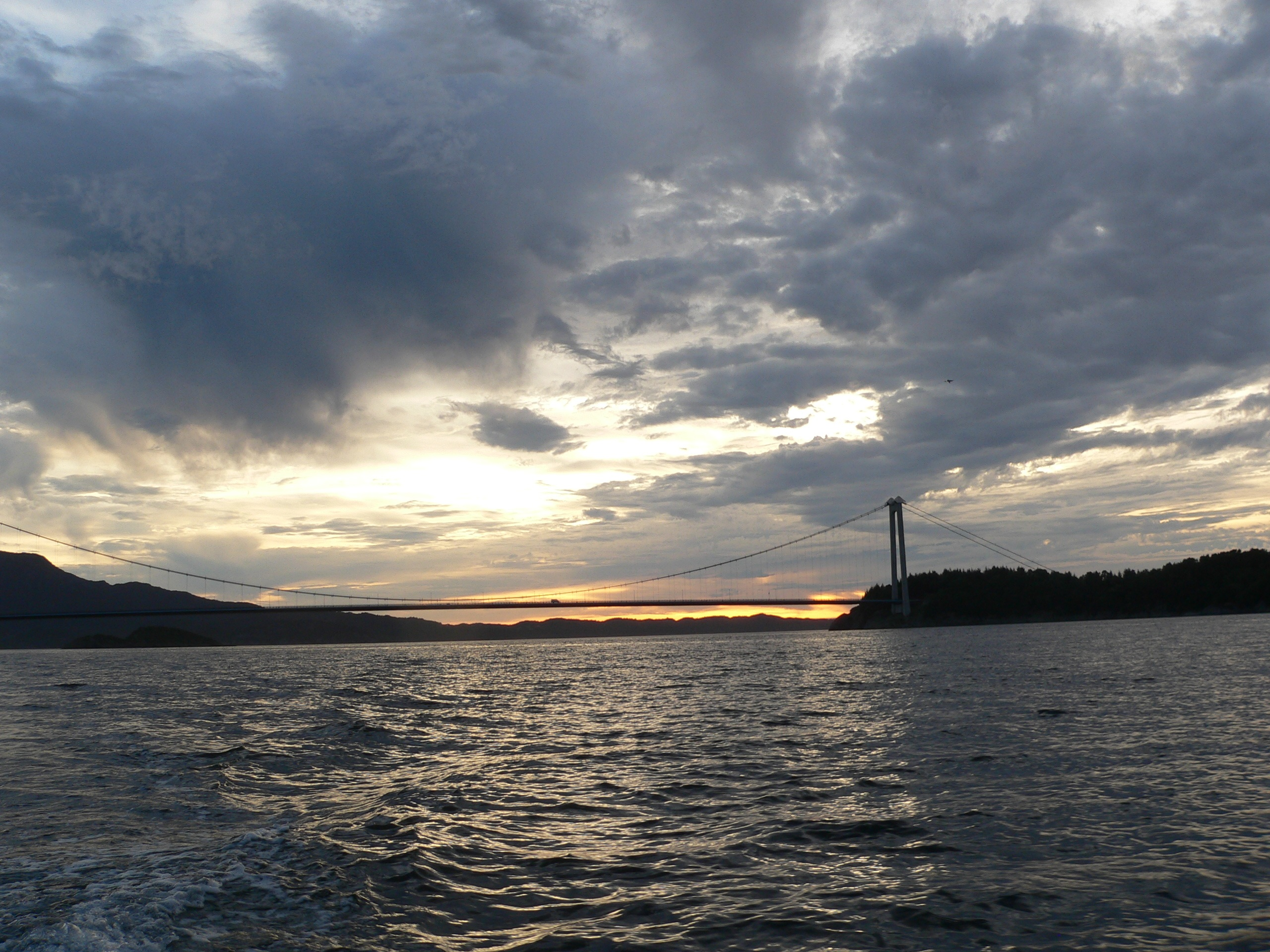
2001. Triangle Link: Bømla Bridge

- 1957 - Ponte Adome sul Volta, Ghana, lunghezza 334 m, campata 245 m (consulenza ingegneristica della Freeman Fox & Partners)
- 1959-1971 - Auckland Harbour Bridge, Nuova Zelanda, lunghezza 1020 m, campata 243 m (progettato da Sir Gilbert Roberts and William Brown)
- 1964 - Forth Road Bridge sul Firth of Forth, Scozia, lunghezza 1824 m, campata 1006 m (progettato da Mot, Hay, Anderson, Sir Gilbert Roberts e William Brown alla Freeman Fox & Partners)
- 1966 - Wye Bridge, collega il Galles del Sud con l'Inghilterra, lunghezza 1153 m, campata 235 m (consulenza ingegneristica della Freeman Fox & Partners)
- 1966 - Severn Bridge, Inghilterra, lunghezza 1839 m, campata 988 m (progettato da Mot, Hay, Anderson, Sir Gilbert Roberts e William Brown alla Freeman Fox & Partners)
- 1971 - Ponte di Erskine, Scozia, lunghezza 524 m, campata 305 m (progettato da William Brown)
- 1973 - Primo ponte sul Bosforo, Turchia, 1973, lunghezza 1560 m, campata 1074 m (William Brown fu il partner responsabile del progetto per la Freeman Fox)
- 1981 - Humber Bridge, Inghilterra, 1981, lunghezza 2220 m, campata 1410 m (progettato dalla Freeman Fox & Partners)
- 1988. Ponte di Fatih Sultan Mehmet, Turchia, lunghezza 1090 m, campata 1090 m (William Brown fu il progettista del ponte e il direttore della costruzione)
- 1993 - Hooghly II Bridge, India, lunghezza 823 m, campata 457,5 m (consulenza ingegneristica: Freeman Fox & Partners)
- 1998 - Ponte sul Grande Belt, Danimarca, 1998, lunghezza 6800 m, campata 1624 m (fu usato il metodo del controllo di tensione dei cavi sviluppato di William Brown)
- 2001 - Triangle Link, Norvegia, 2001, lunghezza 1077 m, campata 677 m (La Brown Beech ha realizzato la struttura di sospensione dei ponti)
- 2022 - Ponte sullo stretto dei Dardanelli, Turchia, lunghezza 2150 m, campata 1450 m (basato sui progetti di William Brown e W.W. Frishmann)

### Ponti proposti o non ancora costruiti
- 1993 - Ponte sullo stretto di Messina, Italia, 1993, lunghezza 3666 m, campata 3300 m (William Brown e la "Brown Beech & Associates" furono assunti dalla Società Stretto di Messina per dirigere la progettazione)
- 1997 - Java-Bali Bridge, Indonesia, campata 2100 m (progettato da William Brown)
- 1997 - Izmit Bay Bridge, Turchia, lunghezza 3300 m, campata 1688 m (progettato da William Brown)
- 2003 - Tsing Lung Bridge, campata 1418 m (consulenza ingegneristica Brown Beech Associates)